# تاد هلند
تاد هلند (انگلیسی: Todd Holland؛ زادهٔ ۱۳ دسامبر ۱۹۶۱) یک کارگردان، و تهیه‌کننده اهل ایالات متحده آمریکا است. وی از سال ۱۹۸۵ میلادی تاکنون مشغول فعالیت بوده‌است.